# Патомска планинска земя
Па̀томската планинска земя (на руски: Патомское нагорье) е планинска земя в Източен Сибир, разположено в източната част на Иркутска област, крайните северни части на Забайкалски край и крайната югозападна част на Якутия в Русия.
На югозапад и запад долината на река Витим (десен приток на Лена) го отделя от Становата планинска земя, на север долината на река Лена – от Приленското плато, а на изток долината на река Чара (ляв приток на Ольокма, от басейна на Лена) – от Ольокмо-Чарското плато. На югоизток се свързва със забайкалския хребет Кодар.
Представлява система от дълбоко разчленени долини и среднопланински масиви с височина 1200 – 1300 m, максимална 1904 m (57°39′08″ с. ш. 117°47′19″ и. д. / 57.652222° с. ш. 117.788611° и. д.), разположена в крайната му югоизточна най-висока част, югоизточно от езерото Ничатка, на територията на Забайкалски край. Изградена е от протерозойски кристалинни шисти, варовици и кварцити, а на север – от долнопалеозойски скали. От него водят началото си множество реки десни притоци на Витим, леви притоци на Чара (Жуя, Малба и др.) и десни притоци на Лена (Голям Патом, Малък Патом и др.). Склоновете му на височина до 900 – 1100 m са заети от лиственична планинска тайга, на места примесена с кедър. Нагоре следват кедров клек и храстовидна бреза, а над 1200 m преобладава каменистата тундра. Разработват се големи находища на злато (Бодайбо, Артьомовски) и строителни материали.